# Ministère de l'Économie et des Finances (Espagne)
Pour les autres articles nationaux ou selon les autres juridictions, voir Ministère de l'Économie et des Finances.
Le ministère de l'Économie et des Finances d'Espagne (Ministerio de Economía y Hacienda de España) était le département ministériel responsable de la politique économique et des finances publiques en Espagne entre 1982 et 2000, puis entre 2004 et 2011.
Le siège central du ministère se situait Calle Alcalá, dans la Real Casa de la Aduana, à Madrid.

## Missions

### Fonctions
Le ministère de l'Économie et des Finances était le ministère chargé de la proposition et de l'exécution des lignes directrices et mesures générales de la politique gouvernementale en matière de politique économique, plus spécialement dans le domaine des finances publiques, des budgets, des dépenses et des entreprises publiques. Responsable de la préparation du budget de l'État (Presupuestos Generales del Estado), il dispose de peu de compétences dans le domaine de la politique économique, celles-ci relevant principalement du ministère de l'Industrie, du Tourisme et du Commerce.

### Organisation
Le ministère de l'Économie et des Finances s'organisait de la façon suivante, : 
- Ministre de l'Économie et des Finances (Ministra de Economía y Hacienda) ; 
  - Société d'État des participations industrielles (Sociedad Estatal de Participaciones Industriales) ;
  - Secrétariat d'État aux Finances et aux Budgets (Secretaría de Estado de Hacienda y Presupuestos) ; 
    - Agence nationale d'administration fiscale ;
    - Secrétariat général aux Finances ; 
      - Direction générale des Impôts ;
      - Direction générale du Cadastre ;
      - Tribunal administratif économique central ;
      - Direction générale de la Coordination du jeu ;

    - Secrétariat général aux Budgets et aux Dépenses ; 
      - Direction générale des Budgets ;
      - Direction générale des Coûts de personnel et des Pensions publiques ;
      - Direction générale des Fonds communautaires ;

    - Direction générale de Coordination financière avec les Communautés autonomes et les Entités locales ;
    - Contrôle général de l'administration de l'État ;
    - Institut d'études fiscales ;

  - Secrétariat d'État à l'Économie (Secretaría de Estado de Economía) ; 
    - Secrétariat général à la Politique économique et à l'Économie internationale ; 
      - Direction générale de la Politique économique ;
      - Direction générale de l'Analyse macro-économique et de l'Économie internationale ;

    - Direction générale du Trésor et de la Politique financière ;
    - Direction générale des Assurances et des Fonds de pension ;
    - Direction générale du Financement international ;
    - Institut national de la statistique (Instituto Nacional de Estadística) ;
    - Institut du crédit officiel (Instituto de Crédito Oficial) ;
    - Commission nationale du marché des valeurs (CNMV) ;

  - Sous-secrétariat à l'Économie et aux Finances (Subsecretaría de Economía y Hacienda) ; 
    - Secrétariat général technique ;
    - Direction générale du Patrimoine de l'État ;
    - Inspection générale.

## Histoire
Le ministère de l'Économie et des Finances est créé lors de l'arrivée au pouvoir du Parti socialiste ouvrier espagnol (PSOE), le 7 décembre 1982 par la fusion du ministère de l'Économie et du Commerce (Ministerio de Economía y Comercio) et du ministère des Finances (Ministerio de Hacienda). Le 12 mars 1991, ses compétences sur le commerce reviennent au nouveau ministère de l'Industrie, du Commerce et du Tourisme (Ministerio de Industria, Comercio y Turismo). Il les retrouve toutefois, obtenant par la même celles concernant le tourisme, à l'arrivée au pouvoir du Parti populaire (PP), le 5 mai 1996.
À nouveau séparé entre le ministère de l'Économie, qui récupère à cette occasion les compétences dans le domaine de l'énergie, et le ministère des Finances le 27 avril 2000, il est recréé le 17 avril 2004, mais perd presque toutes ses compétences économiques, une fois encore au profit du ministère de l'Industrie, du Tourisme et du Commerce (Ministerio de Industria, Turismo y Comercio).
Le 7 avril 2009, Elena Salgado en devient la première femme titulaire. Depuis 1996, le ministre de l'Économie et des Finances a toujours été vice-président du gouvernement.
Avec le retour au pouvoir du Parti populaire (PP), il est une nouvelle fois dispersé entre le ministère de l'Économie et de la Compétitivité (Ministerio de Economía y Competitividad) et le ministère des Finances et des Administrations publiques (Ministerio de Hacienda y Administraciones Públicas).

## Liste des ministres chargés de l'Économie et des Finances depuis 1982
| Nom                                                                        | Nom                                            | Dates du mandat | Dates du mandat | Parti | Gouvernement(s)       |
| -------------------------------------------------------------------------- | ---------------------------------------------- | --------------- | --------------- | ----- | --------------------- |
|                                                                            | Miguel Boyer                                   | 03.12.1982      | 05.07.1985      | PSOE  | González I            |
|                                                                            | Carlos Solchaga                                | 05.07.1985      | 06.06.1993      | PSOE  | González I, II et III |
|                                                                            | Pedro Solbes                                   | 14.07.1993      | 03.03.1996      | Aucun | González IV           |
|                                                                            | Rodrigo Rato (Vice-président du gouvernement)  | 06.05.1996      | 12.03.2000      | PP    | Aznar I               |
| Économie et Finances (28.04.2000 - 18.04.2004)                             |                                                |                 |                 |       |                       |
|                                                                            | Pedro Solbes (Vice-président du gouvernement)  | 18.04.2004      | 07.04.2009      | Aucun | Zapatero I et II      |
|                                                                            | Elena Salgado (Vice-président du gouvernement) | 07.04.2009      | 22.12.2011      | Aucun | Zapatero II           |
| Économie et Finances (Depuis le 22.12.2011)                                |                                                |                 |                 |       |                       |
| Dans l’intervalle entre deux mandats, le ministre sortant assure l’intérim |                                                |                 |                 |       |                       |

## Images

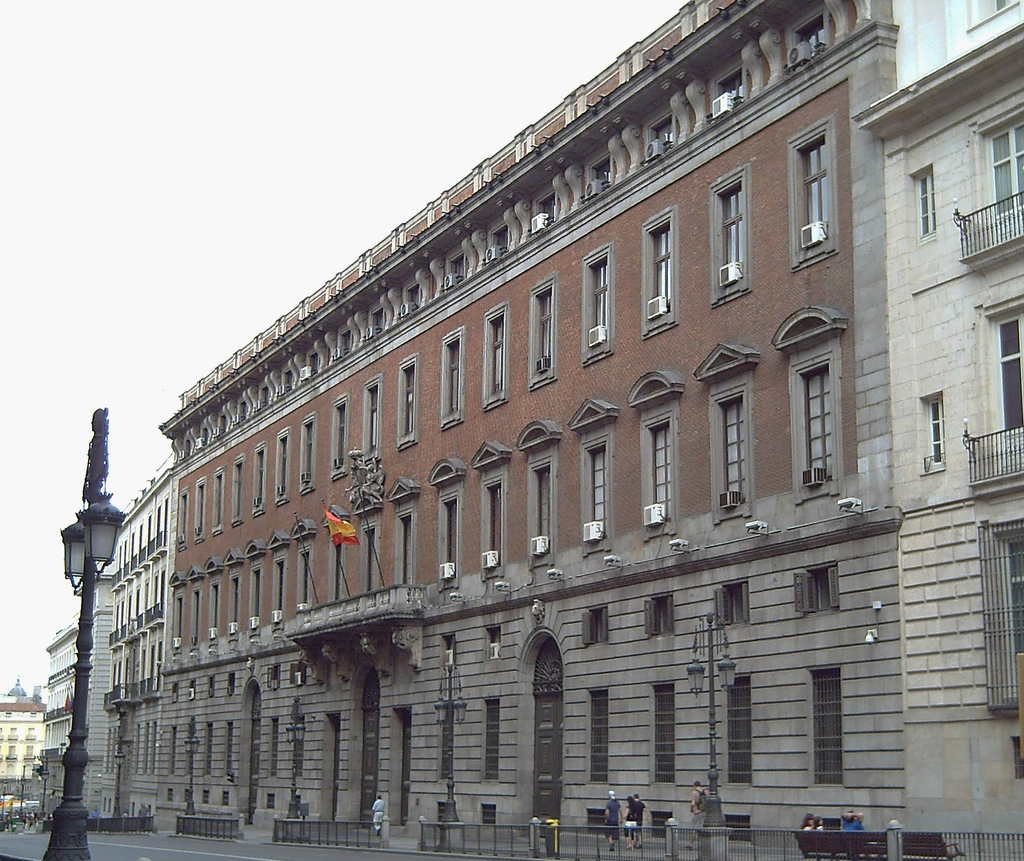
Siège central du ministère, à Madrid.
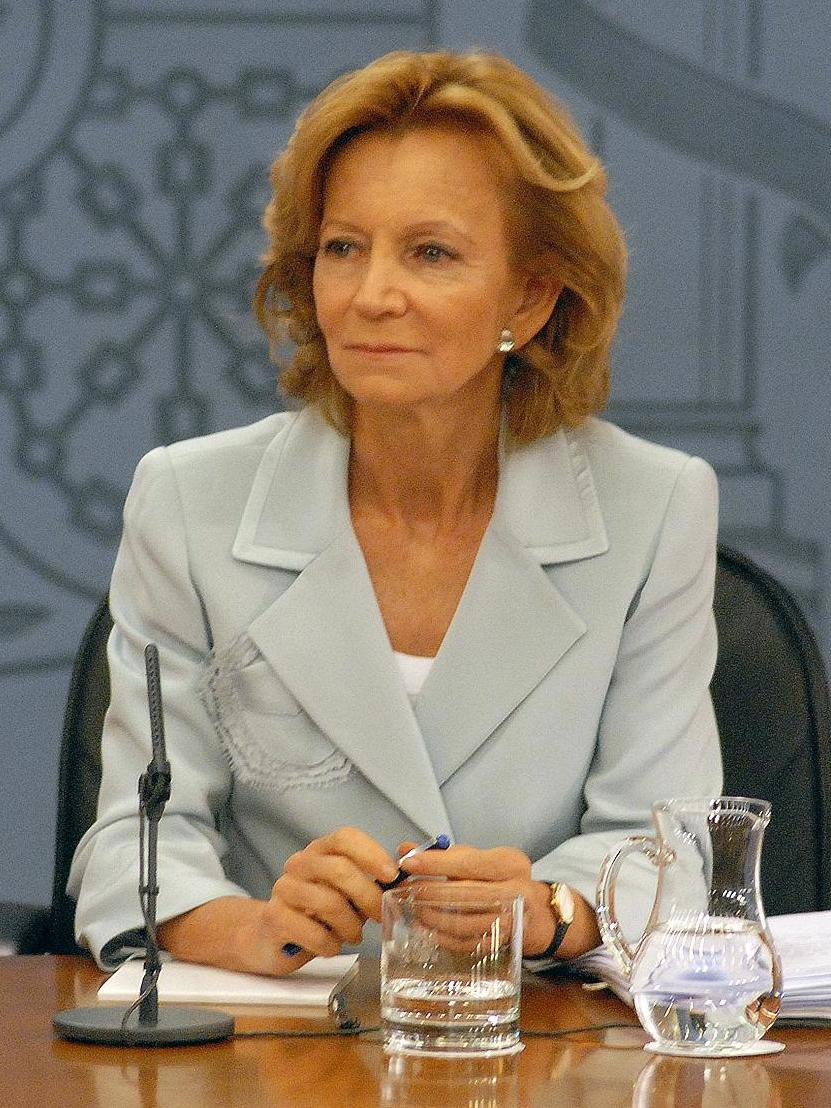
Elena Salgado, première femme ministre de l'Économie et des Finances.
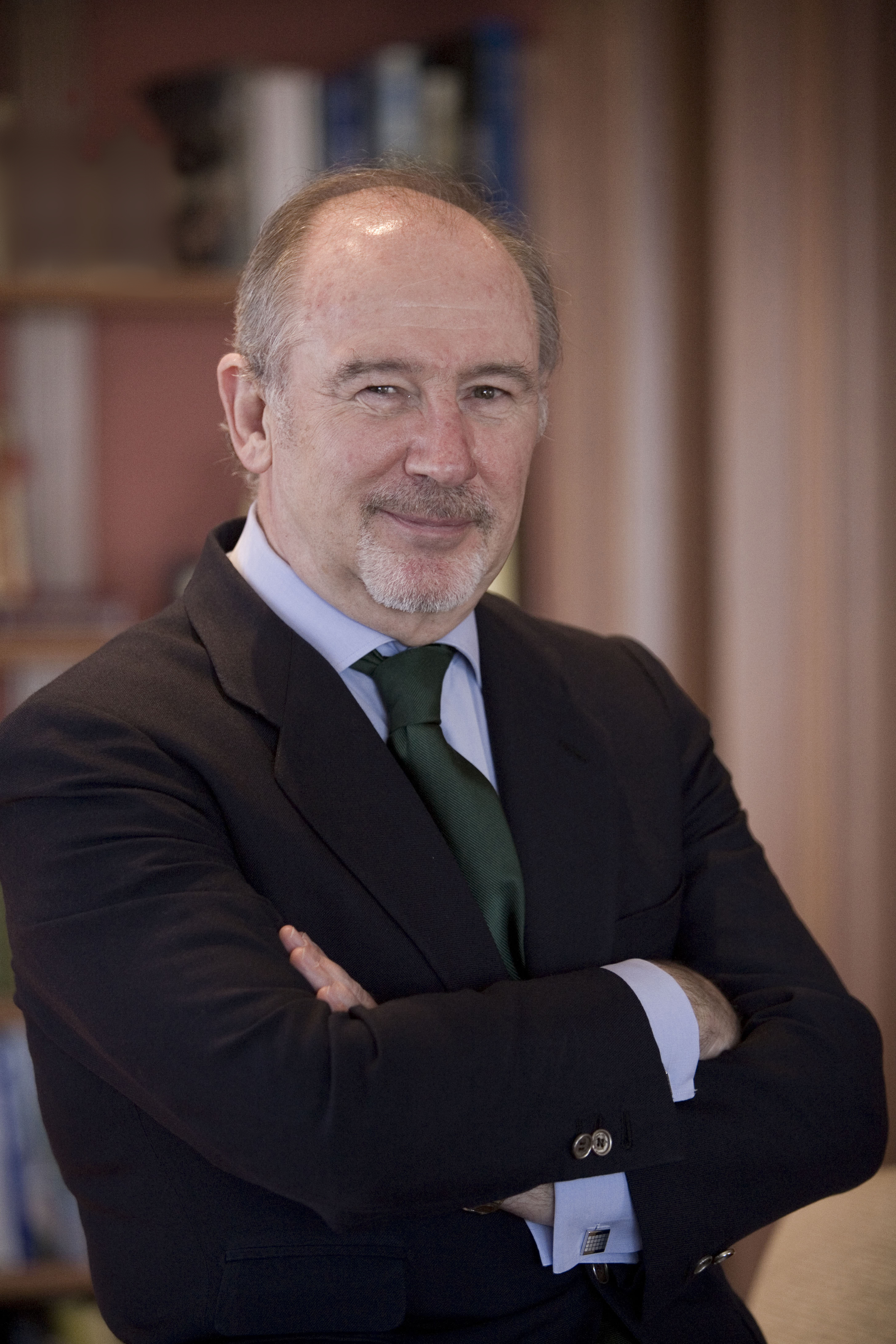
Rodrigo Rato, artisan du redressement économique des années 1990 et 2000.